# Посад-Покровське
Поса́д-Покро́вське (раніше — Посад-Покровськ, Покровське, Копані) — село в Україні, у Чорнобаївській сільській громаді Херсонського району Херсонської області. До 2018 року — адміністративний центр Посад-Покровської сільської ради.

## Історія
Село засноване у 1789 році як адміралтейське поселення. У 1905 році в Енциклопедичному словнику Брокгауза і Єфрона про село містились такі дані:
|  | Посад-Покровск — безуездный город Херсонской губернии и уезда, иначе Большие Копани, расположен в степи, при дороге из Херсона в Николаев, в 28 верстах от последнего. Заселен в конце XVIII столетия церковниками и разными вольными людьми; до 1861 г. состоял в ведении морского министерства и назывался «адмиралтейским». Жителей 2196. (рос.) |

4 квітня 2018 року, в ході децентралізації, Посад-Покровська сільська рада об'єднана з Чорнобаївською сільською громадою.
17 липня 2020 року, в результаті адміністративно-територіальної реформи та ліквідації Білозерського району, село увійшло до складу Херсонського району.
У 2022 році в перші дні російського вторгнення село було окуповане російськими військовиками, чиї мобільні групи встигли просунутися майже до Миколаєва. У двадцятих числах березня 2022 року в ході контрнаступу ЗСУ російські війська відійшли й село було звільнено. За час окупації село сильно постраждало, багато жителів змушені були виїхати до сусіднього Миколаєва. Журналісти CNN у березні 2022-го називали село «непридатним для життя»: тоді, за даними видання, у Посад-Покровському залишилася лише одна ціла будівля, також було прорвано газопровід.

### Російсько-українська війна
У Посад-Покровському до повномасштабного російського вторгнення проживало близько 2240 осіб, під час війни залишалось до 20 мешканців. Станом на початок 2024 року близько 800 людей повернулися.
Тим, які через обстріли втратили житло, облаштовані 20 модульних будинків, які надала Шведська служба цивільного захисту. В першу чергу житло надано пенсіонерам та особам, у яких повністю зруйноване житло.
Загалом, за даними Державного агентства відновлення та розвитку інфраструктури України, близько 500 будинків у селищі пошкоджено, а ще 500 – повністю зруйновано.
У березні 2023 року село відвідав президент Володимир Зеленський.
У квітні 2023 року Посад-Покровське увійшло до переліку населених пунктів, які відбудовуватимуть за експериментальним проєктом «краще ніж було». Суть експерименту в тому, що в селі не ремонтуватимуть кожен пошкоджений об'єкт окремо, а проведуть повне перепланування і модернізацію інфраструктури та житла. 
З початку 2024 року в селі розпочаті роботи на 81 об’єкті в межах цієї програми. Понад 100 будівельників працюють над відновленням. У лютому було закладено фундаменти для 46 будинків, і вже ведеться монтаж блоків та бетонування. Паралельно, для вирішення проблеми з водопостачанням, мешканцям надали резервуари для води та встановили тимчасові водозабори. Тривають роботи з прокладання водопроводу. В селі завершили роботи з реконструкції системи електропостачання. На вулицях встановили ліхтарі та світильники.

## Населення
За переписом УРСР 1989 року чисельність наявного населення села становила 2528 осіб, з яких 1247 чоловіків та 1281 жінка.
За переписом населення України 2001 року в селі мешкало 2349 осіб.

### Мовний склад
Рідна мова населення за даними перепису 2001 року:
| Мова            | Кількість | Відсоток |
| --------------- | --------- | -------- |
| українська      | 2137      | 90.98%   |
| російська       | 193       | 8.22%    |
| румунська       | 9         | 0.38%    |
| білоруська      | 1         | 0.04%    |
| інші/не вказали | 9         | 0.38%    |
| Усього          | 2349      | 100%     |

## Інфраструктура

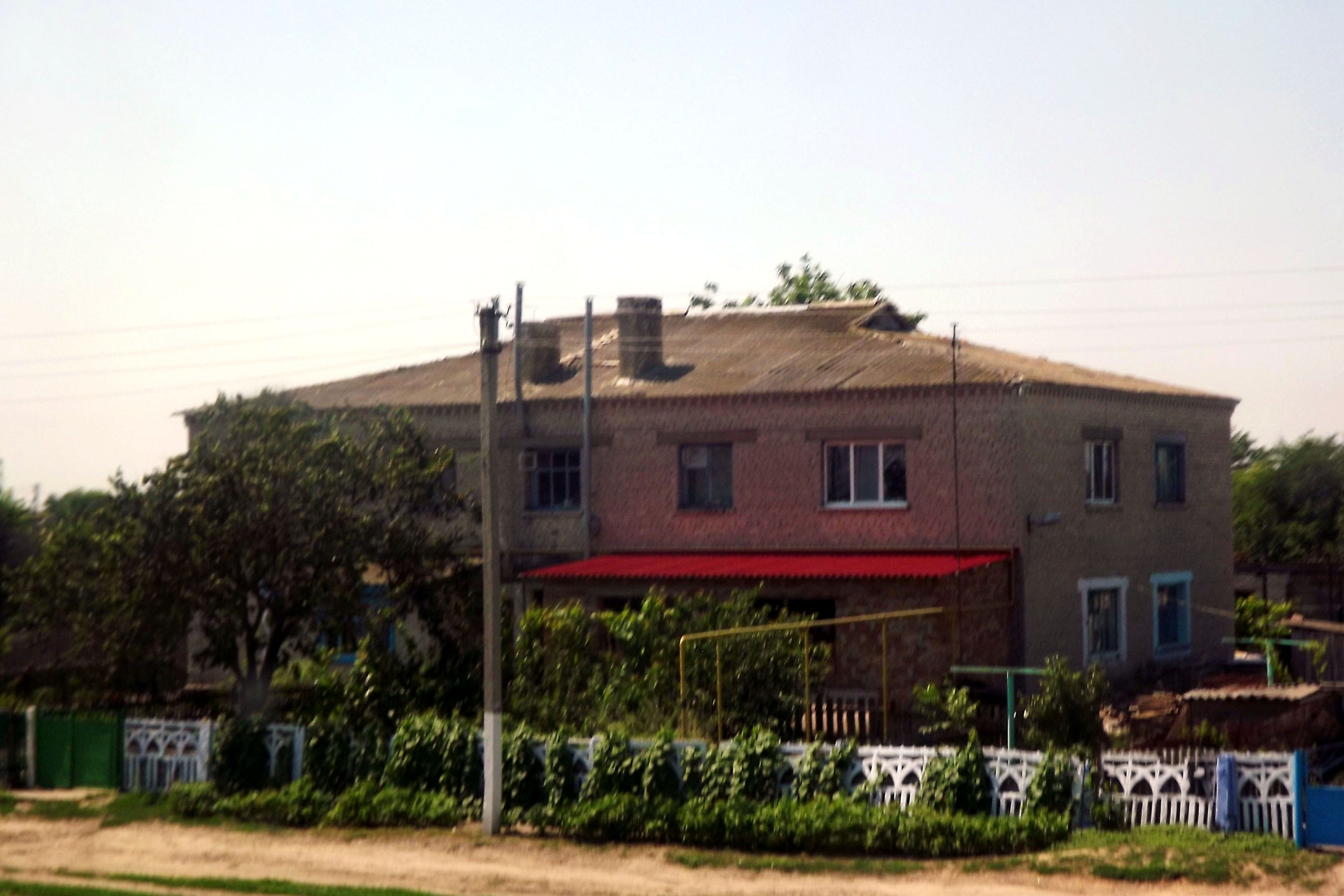
Багатоквартирний будинок

Через Посад-Покровське пролягає автошлях міжнародного значення  М14 Рені — Одеса — Миколаїв — Херсон—Мелітополь — Новоазовськ, частина європейського автошляху E58. За 3 км від села розташована залізнична станція Копані. В селі побудовані декілька двоповерхових багатоквартирних будинків.

## Релігія
- Покровський храм УПЦ МП